# Alexander Wassiljewitsch Gauk
Alexander Wassiljewitsch Gauk oder Gauck (russisch Александр Васильевич Гаук; * 3. Augustjul. / 15. August 1893greg. in Odessa; † 30. März 1963 in Moskau) war ein sowjetischer Dirigent und Komponist.

## Leben
Gauk studierte am Sankt Petersburger Konservatorium Klavier bei Felix Blumenfeld, Komposition bei Alexander Glasunow und Dirigieren bei Nikolai Tscherepnin. 1917 wurde er Leiter des Petrograder Theaters für musikalisches Drama und von 1923 bis 1931 des dortigen Staatlichen Akademischen Opern- und Balletttheaters. Danach übernahm er zunächst die Leitung der Leningrader Philharmoniker (1930–34), von 1936 bis 1941 diejenige des Staatlichen Sinfonieorchesters der UdSSR in Moskau und von 1953 bis 1962 die des Rundfunksinfonie-Orchesters Moskau. Außerdem lehrte er an den Konservatorien von Leningrad, Tbilissi und von 1939 bis 1963 in Moskau (seit 1948 dort als Professor). Zu seinen Schülern zählten Jewgeni Mrawinski, Ilja Musin und Jewgeni Swetlanow. 1954 wurde Gauk zum Volkskünstler der RSFSR ernannt.
Gauk war Uraufführungsdirigent zahlreicher Kompositionen u. a. von Dmitri Schostakowitsch, Sergei Prokofiew, Aram Chatschaturjan und Nikolai Mjaskowski. Außerdem rekonstruierte er die Partitur von Rachmaninows 1. Sinfonie aus Einzelstimmen und brachte das Werk 1945 erstmals seit dessen Uraufführungs-Misserfolg 1897 wieder zur Aufführung.
Unter den Kompositionen von Alexander Gauk finden sich eine Sinfonie, eine Sinfonietta für Streichorchester, Solokonzerte für Klavier bzw. Harfe und Lieder.